# كيري شون كيز
كيري شون كيز (بالإنجليزية: Kerry Shawn Keys)‏ هو لغوي ومترجم أمريكي، ولد في 25 يونيو 1946.